# 滕撫
滕 撫（とう ぶ、生没年不詳）は、後漢の官僚・軍人。字は叔輔。本貫は北海郡劇県。

## 略歴
はじめ州郡に仕え、しばらくして涿県県令に転じ、文武に才能を示した。太守はかれの能力をみて、郡の職務を委任し、6県を兼領させた。
順帝の末年、揚州と徐州では反乱が多発していた。144年（建康元年）、九江郡の范容・周生らが反乱を起こし、歴陽を占拠した。御史中丞の馮緄が派遣され、揚州刺史の尹燿や九江太守の鄧顕らを監督して反乱を討った。尹燿と鄧顕の軍は敗れて、反乱軍に殺害された。さらに陰陵県の徐鳳や馬勉らが郡県を攻撃し、官吏や民衆を殺害した。徐鳳は赤い衣を着て、黒綬を帯び、無上将軍を称した。馬勉は皮冠に黄衣を着けて、玉印を帯び、黄帝を称し、当塗山中に営を築いた。馬勉は年号を建て、百官を置き、別帥の黄虎を派遣して合肥を攻め落とした。145年（永憙元年）、広陵郡の張嬰らが数千人を集めて反乱を起こし、広陵に拠った。朝廷は広く将帥を求め、三公は滕撫に文武の才能があることからこれを推挙し、九江都尉に任じた。滕撫は中郎将の趙序とともに馮緄を助け、州郡の兵数万人を合流させて反乱軍を討った。太后梁妠は諸反乱が合流して現地の諸将では制圧することができなくなるのを懸念して、太尉の李固を派遣することを議論させていた。李固が出立する前に、滕撫らが進撃して、反乱軍を撃破し、馬勉・范容・周生ら1500人を斬った。徐鳳は残軍を率いて東城県を攻撃して焼いた。下邳の謝安がその一族を率いて官軍に応募し、伏兵を設けて徐鳳を討ち、これを斬った。謝安は平郷侯に封じられ、滕撫は中郎将に任じられて都督揚徐二州諸軍事となった。滕撫はさらに進撃して張嬰を討ち、1000人あまりを斬獲した。趙序は恐れて進軍せず、手柄の首級をでっち上げて増やしたことから、洛陽に召還されて棄市された。歴陽の反乱者である華孟が黒帝を自称して、九江郡を攻撃し、太守を殺害した。滕撫は進撃してこれを破り、華孟ら3800人を斬り、700人あまりを捕虜にした。これにより反乱はすべて鎮圧された。滕撫は左馮翊となり、その一子は郎に任じられた。与えられた賞賜は全て部下に分配した。
滕撫は性格が方正実直で、権力者と交友せず、宦官に憎まれた。反乱鎮圧の論功で封爵に相当するはずであったが、太尉の胡広が滕撫を貶める上奏をしたため、封爵を受けられなかった。後に滕撫は家で死去した。

## 伝記資料
- 『後漢書』巻38 列伝第28